# Clostridium argentinense
Clostridium argentinense es una especie de bacteria grampositiva de forma bacilar, móvil, anaeróbica estricta y proteolítica. Algunos bacilos hoy identificados como Cl. argentinense fueron previamente clasificados como C. subterminale, C. hastiforme, o del subtipo IV (productor de toxina G) de C. botulinum.
Al igual que Cl. botulinum, Cl. argentinense produce la toxina botulínica, una neurotoxina que causa botulismo en mamíferos susceptibles. Entre los productos de esta especie encontramos ácido acético, ácido butírico, ácido isobutírico, ácido isovalérico, y ácido sulfhídrico. Cl. argentinense es también asacarolítica (incapaz de metabolizar glúcidos).